# کوین اوسی
کوین اوسی (انگلیسی: Kevin Osei؛ زادهٔ ۲۶ مارس ۱۹۹۱) بازیکن فوتبال اهل غنا است.
از باشگاه‌هایی که در آن بازی کرده‌است می‌توان به باشگاه فوتبال المپیک مارسی و باشگاه فوتبال کارلایل یونایتد اشاره کرد.